# Triglochin
Genre
Triglochin (les troscarts) est un genre végétal de la famille des Juncaginaceae.

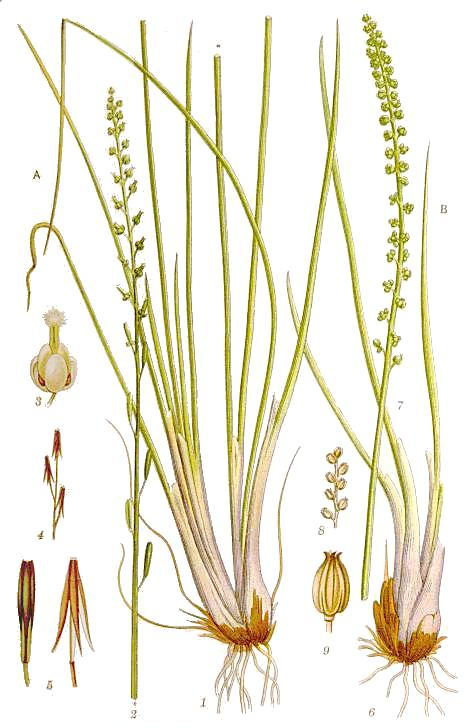
Comparaison entre Triglochin maritima et Triglochin palustris

## Écologie
Triglochin maritima est maintenant considérée comme une espèce ingénieure des littoraux, c'est-à-dire influençant indirectement les formes physiques de l'environnement et de nombreux autres organismes. En effet, dans les zones nues et gorgées d'eau, T. maritima stabilise le substrat et crée des anneaux surélevés formant un habitat pour d'autres espèces, par rapport au substrat adjacent presque nu. Ces anneaux surélevés fixent les graines d'autres espèces, et diminuent leur stress d'engorgement et/ou lié au sel, favorisant ainsi une biodiversité localement accrue. 

Ceci fait de T. maritima une espèce importante voire une espèce-cible pour la conservation de la nature et la renaturation, notamment dans le contexte de l'élévation du niveau de la mer.

## Usages alimentaires
Selon l'ethnobotaniste François Couplan (2009), les jeunes feuilles de Triglochin maritima, cueillies dans les marais salants ou salins de l’Europe circumboréale étaient utilisés comme légumes cuits en Allemagne du nord et en Bosnie. 
Leur goût est agréable, mais elles pourraient contenir des quantités significatives d’acide cyanhydrique.  
Les amérindiens du nord récoltaient aussi les graines de cette plante, pour les manger grillées (la chaleur permettant d’éliminer leur acide cyanhydrique). Crue et avant sa maturité, la graines a une saveur évoquant celle de la coriandre.
Ses tubercules ont été autrefois cuisinés comme légumes en Australie.

## Liste d'espèces
Selon ITIS (10 avril 2021) :
- Triglochin gaspensis Lieth & D. Löve
- Triglochin maritima L.
- Triglochin palustris L.
- Triglochin striata Ruiz & Pav.

Selon BioLib (10 avril 2021) :
- Triglochin barrelieri Loisel.
- Triglochin buchenaui Köcke, Mering & Kadereit
- Triglochin bulbosa L.
- Triglochin calcitrapa Hook.
- Triglochin centrocarpa Hook.
- Triglochin compacta Adamson
- Triglochin elongata Buchenau
- Triglochin gaspensis Lieth & D. Löve
- Triglochin hexagona J.M. Black
- Triglochin isingiana (J.M. Black) Aston
- Triglochin laxiflora Guss.
- Triglochin longicarpa (Ostenf.) Aston
- Triglochin maritima L.
- Triglochin mexicana Kunth
- Triglochin milnei H. Horn
- Triglochin minutissima F. Muell.
- Triglochin mucronata R. Br.
- Triglochin muelleri Buchenau
- Triglochin palustris L.
- Triglochin protuberans Aston
- Triglochin scilloides (Poir.) Mering & Kadereit
- Triglochin stowardii N.E. Br.
- Triglochin striata Ruiz & Pavón
- Triglochin trichophora Nees ex Endl.
- Triglochin turrifera Ewart